# Motorbootsport bei den Olympischen Spielen
Motorbootsport fand bei den IV. Olympischen Spielen 1908 in London zum einzigen Male als reguläre Wettkampfsportart statt. Zuvor war es schon einmal bei den Olympischen Spielen 1900 olympische Demonstrationssportart gewesen. 

## Übersicht der Wettbewerbe
| Wettbewerb             | 96 | 00 | 04 | 06 | 08 | seit 1912 | Gesamt |
| ---------------------- | -- | -- | -- | -- | -- | --------- | ------ |
| 8 verschiedene Klassen |    | D  |    |    |    |           |        |
| A-Klasse 40 Meilen     |    |    |    |    | •  |           | 1      |
| B-Klasse 40 Meilen     |    |    |    |    | •  |           | 1      |
| C-Klasse 40 Meilen     |    |    |    |    | •  |           | 1      |
| Anzahl der Wettbewerbe |    |    |    |    | 3  |           | 3      |

## Ewiger Medaillenspiegel
Stand: 1908
| Rang | Land           | Goldmedaille | Silbermedaille | Bronzemedaille | Gesamt |
| ---- | -------------- | ------------ | -------------- | -------------- | ------ |
| 1    | Großbritannien | 2            | –              | –              | 2      |
| 2    | Frankreich     | 1            | –              | –              | 1      |